# 2000년 9월
| 2000년: 1월 · 2월 · 3월 · 4월 · 5월 · 6월 · 7월 · 8월 · 9월 · 10월 · 11월 · 12월 |

| <          | 2000년 9월 | 2000년 9월 | 2000년 9월 | 2000년 9월  | 2000년 9월 | >          |
| 일         | 월         | 화         | 수         | 목          | 금         | 토         |
|            |            |            |            |             | 1 8.4 임술 | 2 5 계해   |
| 3 6 갑자   | 4 7 을축   | 5 8 병인   | 6 9 정묘   | 7 10 무진   | 8 11 기사  | 9 12 경오  |
| 10 13 신미 | 11 14 임신 | 12 15 계유 | 13 16 갑술 | 14 17 을해  | 15 18 병자 | 16 19 정축 |
| 17 20 무인 | 18 21 기묘 | 19 22 경진 | 20 23 신사 | 21 24 임오  | 22 25 계미 | 23 26 갑신 |
| 24 27 을유 | 25 28 병술 | 26 29 정해 | 27 30 무자 | 28 9.1 기축 | 29 2 경인  | 30 3 신묘  |

| 편집하기 |

## 2000년9월 30일
- 조선민주주의인민공화국과 대한민국이 3차 남북장관급회담 공동보도문을 발표하다.

## 2000년9월 28일
- 대한민국 정부가 대북 식량 차관 제공안을 공식 발표하다.
- 태권도 정재은, 시드니올림픽에서 정식종목 채택 후 첫 금메달을 차지하다.

## 2000년9월 27일
- 뇌과학연구사업단 이수영 교수팀 세계 3번째로 음성인식 반도체 칩을 개발하다.

## 2000년9월 25일
- 산마리노와 대한민국이 수교하다.

## 2000년9월 24일
- 사상 처음으로 남북 국방장관회의 참석위해 김일철 인민무력부장을 단장으로한 조선민주주의인민공화국 대표단 13명이 판문점을 통해 입국하다.

## 2000년9월 22일
- 대한민국 정부가 금융구조조정 촉진을 위해 공적자금 40조 추가조성안을 발표하다.
- 대한민국 정부의 공식 초청을 받아 재일 조총련 동포 고향방문단이 서울에 도착하다.

## 2000년9월 20일
- 금강산에서 제2차 남북적십자회담을 개최하다.
- 한빛은행 외압 대출 의혹 사건 관련 박지원 문화관광부 장관에서 사임하다.

## 2000년9월 19일
- 대한민국과 러시아가 범죄 정보 및 기술 협력 위한 `한.러 경찰협력약정'을 체결하다.
- 시드니올림픽 여자양궁 개인전에서 윤미진, 김남순, 김수녕, 금-은-동 수상하다.

## 2000년9월 18일
- 임진각에서 분단으로 끊어진 경의선 연결공사 기공식이 열리다.

## 2000년9월 17일
- 중국 충칭의 대한민국 임시 정부 청사가 개·보수를 마치고 재개관하다.

## 2000년9월 15일
- 제27회 시드니 올림픽이 10월 1일까지 개막하다.

## 2000년9월 14일
- 윈도우 미가 출시되다.

## 2000년9월 12일
- 일본 태평양 연안 등에서 600mm이상의 비가 내려 인명/재산 피해가 속출하다.

## 2000년9월 11일
- 조선민주주의인민공화국 김용순 조선로동당 비서가 서울을 방문하다.

## 2000년9월 10일
- 제27회 시드니 올림픽 개막식에서 대한민국과 조선민주주의인민공화국 동시입장 합의를 발표하다.

## 2000년9월 5일
- 투발루가 유엔에 가입하다.

## 2000년9월 2일
- 대한민국 정부의 비전향 장기수 63명이 판문점을 통해 조선민주주의인민공화국에 송환되다.